# Thomas l'imposteur (film, 1965)
Pour les articles homonymes, voir Thomas l'imposteur.
Pour plus de détails, voir Fiche technique et Distribution.
Thomas l'imposteur est un film français réalisé par Georges Franju et sorti en 1965.

## Synopsis
Lors de la Première Guerre mondiale, en septembre 1914, dans Paris déserté par ses habitants à cause du risque d'invasion par les troupes allemandes, la princesse de Bormes se fait ambulancière et héberge les soldats blessés dans son hôtel particulier reconverti en hôpital. Thomas, un sous-lieutenant se présentant comme un neveu de l'aristocrate et renommé général de Fontenoy, se propose de l'aider dans sa mission. La sollicitude que le jeune homme porte à la princesse éveille jalousie et curiosité dans l'entourage de celle-ci. C'est ainsi qu'on découvre qu'il n'est qu'un roturier, mais personne ne dévoile la supercherie, car son dévouement est sans limites : Thomas partira combattre au front où la mort l'attend.

## Fiche technique
- Titre original : Thomas l'imposteur
- Réalisation : Georges Franju
- Scénario : Georges Franju, Michel Worms et Jean Cocteau d'après son roman, Thomas l'imposteur (Éditions Gallimard, 1923)
- Dialogues : Raphaël Cluzel, Jean Cocteau
- Assistants à la réalisation : Christian de Chalonge et Michel Worms
- Décors : René Calviera, Claude Pignot
- Photographie : Marcel Fradetal
- Son : André Hervé
- Scripte : Suzanne Schiffman
- Montage : Gilbert Natot
- Musique : Georges Auric
- Production : Georges Casati
- Société de production : Filmel (France)
- Société de distribution : Les Films de l'Atalante (France)
- Pays d'origine :  France
- Langue originale : français
- Format : noir et blanc — 35 mm — son monophonique
- Genre : drame, film de guerre
- Durée : 94 minutes
- Date de sortie : France - 5 mai 1965
- (fr) Classifications CNC : tous publics, Art et Essai (visa d'exploitation no 29896 délivré le 4 mai 1965)
- Affiche : Jean Mascii (France)

## Distribution
- Fabrice Rouleau : Thomas
- Emmanuelle Riva : la princesse de Bormes
- Jean Servais : Pesquel-Duport
- Sophie Darès : Henriette de Bormes
- Michel Vitold : le docteur Vernes
- Rosy Varte : Mme Valiche
- Hélène Dieudonné : la tante de Thomas
- Édith Scob : l'infirmière
- Gabrielle Dorziat : la cartomancienne
- Bernard Lavalette : le docteur Gentil
- Jean-Roger Caussimon : l'évêque
- Édouard Dermit : le capitaine Roy
- Jean Ozenne : le comte d'Orange
- Georges Casati : le prêtre
- Jean Degrave : un invité au bal
- Raymond Jourdan : le médecin militaire
- Bob Lerick : un fusilier marin
- Jean Magis : Paget
- Antoine Marin : le capitaine
- André Méliès : l'homme âgé au bal
- Gaston Meunier : un danseur
- Jean Marais (voix off) : le narrateur
- Robert Burnier (rôle non-spécifié)
- Hy Yanowitz : un officier allemand
- Charles Aznavour : simple apparition
- Roger Fradet

## Tournage
- Période de prises de vue : 7 décembre 1964 au 2 février 1965[1].
- Extérieurs[2] : 
  - Oise : Beauvais (scènes à la cathédrale où Thomas assiste aux bombardements).
  - Val-d'Oise : Sannois (plusieurs scènes dont celle du cheval à la crinière enflammée).
  - Yvelines : Versailles dans le passage Saint-Louis (scènes dans le passage et près d'une entrée de la cathédrale).
  - Paris : Jardins du Palais-Royal

## Distinction
- Berlinale 1965 : sélection officielle en compétition.

## Autour du film
- Cocteau avait demandé à Franju de réaliser le film parce qu'il avait été enthousiasmé par deux de ses courts métrages : Le Sang des bêtes (1949) et Hôtel des Invalides (1952). Et c'est en hommage à Cocteau, auteur du scénario, des dialogues et adaptateur de son propre roman Thomas l'Imposteur, que Jean Marais prêta sa voix pour dire le commentaire[3].

- Michel Mardore[4] : « Franju traduit chaque phrase en multipliant son acuité visuelle, tournée vers l'étrange et l'insolite. De tous ses films, Thomas est peut-être le plus riche en images précieuses, comme celle du cheval à la crinière en flammes, qui traverse l'écran au galop avant de s'effondrer. La guerre prend ainsi l'allure d'une fête barbare. […] Mais Franju ne se contente pas de cette sombre beauté. Le joli et le rare même au cœur du romantisme le plus noir, lui paraîtraient la véritable imposture. […] Sa vision de Thomas l'imposteur réussit presque l'idéale convergence de l'horreur et de la féérie. »